# Mikkel Beck
Mikkel Venge Beck (Aarhus, 1973. május 12. –), dán válogatott labdarúgó.
A dán válogatott tagjaként részt vett az 1996-os és a 2000-es Európa-bajnokságon.